# Sportspaladset (Rostov ved Don)
 For alternative betydninger, se Sportspaladset. (Se også artikler, som begynder med Sportspaladset)
Sportspaladset (Rostov ved Don) er en indendørs multiarena i Rostov ved Don, Rusland, med plads til 4.000 tilskuere til håndboldkampe. Arenaen er hjemmebane for topholdet Rostov-Don. Udover kan hallen huse ishockey, koncerter og andre begivenheder.